# Lopus decolor
Lopus decolor är en insektsart som först beskrevs av Carl Fredrik Fallén 1807.  
Lopus decolor ingår i släktet Lopus och familjen ängsskinnbaggar. Arten är reproducerande i Sverige. Inga underarter finns listade i Catalogue of Life.